# つくば文化会館アルス

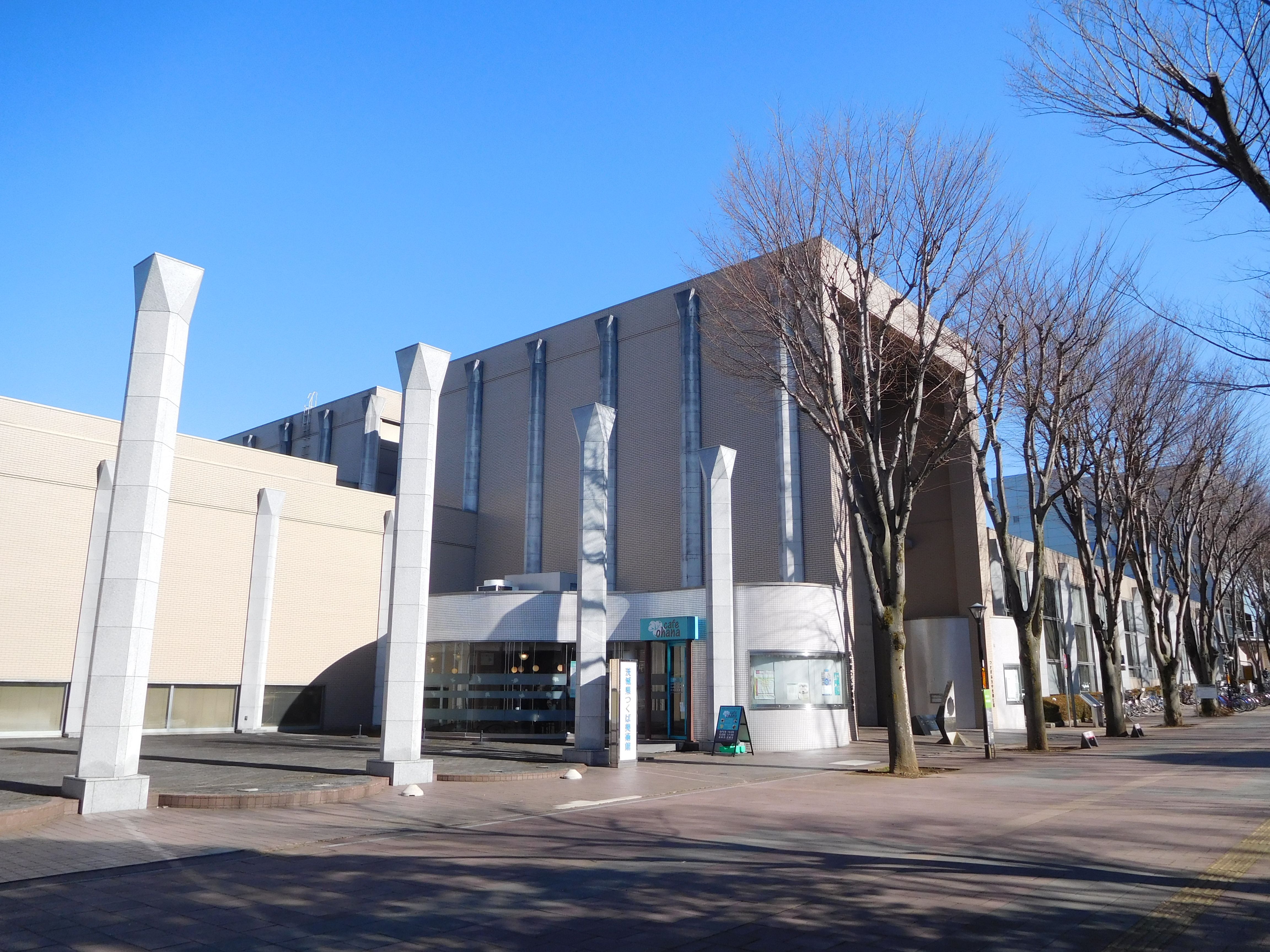
ペデストリアンデッキ側

つくば文化会館アルス（つくばぶんかかいかんアルス）とは茨城県つくば市吾妻二丁目にある複合文化施設である。アルスホール、図書館、美術館、ミュージアムショップ、カフェで構成されている。1990年（平成2年）6月2日開館。

## 概要
「アルス（ARS）」はラテン語で芸術、学芸、美術を意味している。施設は美術館と図書館を中心に構成され、内部は中心に巨大なアーチ場のホールがあり左右に図書館と美術館がある。建物はS字型を採用、図書館側には既存のアカマツ林を風景として取り入れている。
- 所在地 〒305-0031 茨城県つくば市吾妻二丁目8番地
- 開館時間
  - 各施設によって異なる。

## 各施設概要
- アルスホール
  - 150名収容の多目的ホール。講演会、映画会、コンサート等に利用される。有料にて一般利用が可能。
- つくば市立中央図書館
  - つくば市の図書施設の中心となる図書館。詳しくはつくば市立中央図書館を参照。
- 茨城県つくば美術館
  - 年3回、国内外の優れた美術品を紹介する展覧会が行われている。また、個展やグループ展が行われている。
- ミュージアムショップa 
  - 展覧会カタログ、オリジナルミュージアムグッズ、アートライフに役立つ商品などを販売している。美術館施設に含まれる。
- cafe ohana
  - 屋外展示場に面したカフェテリア。美術館施設に含まれる。

## 交通機関
鉄道
- 首都圏新都市鉄道つくばエクスプレス
  - つくば駅A2出口より徒歩4分